# جنون وسط شهر ۲
جنون وسط شهر ۲ (انگلیسی: Midtown Madness 2) یک بازی ویدئویی مسابقه‌ای در سبک جهان باز است که توسط مایکروسافت در سال ۲۰۰۰ و برای سیستم‌عامل ویندوز منتشر شد. این بازی دنبالهٔ جنون وسط شهر است که این‌بار محیط شهرهای لندن و سان فرانسیسکو را برای مسابقه فراهم کرده‌است.
بخش چندنفرهٔ این بازی دیگر به‌صورت رسمی پشتیبانی نمی‌شود، ولی به‌کمک گیم‌رنجر هم‌چنان می‌توان از آن بهره برد.

## گیم پلی
این بازی مجموعه‌ای از وسایل نقلیه مختلف را ارائه می‌دهد که می‌توان با آنها در شهرهای لندن و سانفرانسیسکو رانندگی کرد. حالت‌های مختلفی شامل بلیتز، چک‌پوینت، مدار و کروز در بازی وجود دارد که همگی از نسخه اصلی میدتاون مدنس الهام گرفته‌اند. بردن مسابقات در حالت‌های بلیتز، چک‌پوینت و مدار، امکان دسترسی به محتوای قابل باز شدن را برای بازیکن فراهم می‌کند، در حالی که حالت کروز به بازیکن اجازه می‌دهد آزادانه در دو محیط باز لندن و سانفرانسیسکو گشت‌زنی کند.
در هر یک از این شهرها می‌توان دوره کرش کورس را تکمیل کرد. مدرسه رانندگی تاکسی در لندن بر اساس دیدگاه افراطی یک راننده تاکسی لندنی طراحی شده که در آن بازیکن باید مأموریت‌هایی را با یک تاکسی لندنی انجام دهد. دوره رانندگی نمایشی در سانفرانسیسکو به بازیکن اجازه می‌دهد با استفاده از فورد موستانگ فست‌بک، تجربه رانندگی اکشن را برای یک فیلم هالیوودی کسب کند.
بازیکنان می‌توانند قبل از شروع مسابقه، ظاهر بصری بازی را تغییر دهند، مثلاً وضعیت آب و هوا و زمان روز را تنظیم کنند. علاوه بر این، می‌توان تعداد پلیس‌های حاضر در شهر، میزان ترافیک و عابران پیاده را نیز تغییر داد. در حالت کروز، این تنظیمات می‌تواند نقطه شروع بازیکن را نیز تحت تأثیر قرار دهد. هر مسابقه یا گشت‌زنی با معرفی مسیر توسط یک گوینده آغاز می‌شود. این گویندگان در پایان مسابقه نیز بسته به موقعیت بازیکن اظهارنظر می‌کنند. گویندگان برای هر مسابقه متفاوت هستند و در دو شهر نیز صداهای مختلفی دارند. امکان خاموش کردن گویندگان نیز وجود دارد.
یکی از جنبه‌های سرگرم‌کننده بازی، طنز آن است؛ مثلاً یک هیپی عصر جدید در سانفرانسیسکو که نسخه خارج از تن خود از آهنگ «Give Peace a Chance» جان لنون را می‌خواند. در بیشتر مسابقات و حالت کروز، افراد داخل ماشین‌ها و عابران پیاده ممکن است نظراتی را به زبان‌های مختلف به بازیکن بگویند.
پشتیبانی از بازی چندنفره از طریق آدرس آی‌پی، کابل سریال و مودم آنالوگ در بازی تعبیه شده است. علاوه بر این، منوی چندنفره بازی شامل پیوندی به MSN Gaming Zone بود که تا ۱۹ ژوئن ۲۰۰۶ میزبان لابی‌های میدتاون مدنس ۲ بود. سایت‌های مشابه بازی آنلاین همچنان از بازی چندنفره پشتیبانی می‌کنند و این امکان از طریق پیام‌رسان‌های فوری نیز وجود دارد. کلاینت‌های چندنفره از پشتیبانی داخلی DirectPlay در میدتاون مدنس ۲ برای راه‌اندازی و مدیریت جلسات چندنفره استفاده می‌کنند. حالت چندنفره پلیس و دزدها از بازی قبلی بازگشته و همراه با انواع جدیدی ارائه شده است.